# Zoltán Kammerer
Zoltán Kammerer (n. 10 martie 1978, Vác, Pesta, Ungaria) este un caiacist ce a reprezentat Ungaria, medaliat olimpic. A participat la 5 ediții ale Jocurilor Olimpice (1996, 2000, 2004, 2008, 2012) în care a câștigat 3 medalii de aur și o medalie de argint.